# Queen II Tour
Queen II Tour é uma série de shows realizados pela banda britânica de rock Queen, quando seu álbum Queen II foi lançado. Foi a primeira turnê em que a banda esteve nos Estados Unidos, país no qual fizeram alguns shows.
A turnê Americana foi cancelada na metade após Brian May ter tido uma crise de hepatite.
O álbum Live at the Rainbow '74 foi registrado na Queen II Tour.

## Repertório
A ordem das músicas varia de Show pra show, mas geralmente é composto por:
1. "Procession"
2. "Father To Son"
3. "Ogre Battle"
4. "Son and Daughter"
5. "White Queen"
6. "Keep Yourself Alive"
7. "Seven Seas Of Rhye"
8. "Modern Times Rock 'n' Roll"
9. "Liar"
10. "Jailhouse Rock"
11. "Big Spender"
12. Shake Rattle and Roll"
13. Stupid Cupid
14. Bama Lama Bama Loo
15. Be Bop A Lula
16. Jailhouse Rock (reprise)

### Canções ocasionalmente apresentadas
- Great King Rat
- See What A Fool I've Been
- The Fairy Feller's Master-Stroke

## Datas
| Datas                     | Cidade        | País           | Local                          |
| ------------------------- | ------------- | -------------- | ------------------------------ |
| Europa                    |               |                |                                |
| 1 de março de 1974        | Blackpool     | Inglaterra     | Blackpool Winter Gardens       |
| 2 de março de 1974        | Aylesbury     | Inglaterra     | Friars Aylesbury               |
| 3 de março de 1974        | Plymouth      | Inglaterra     | Plymouth Guildhall             |
| 4 de março de 1974        | Paignton      | Inglaterra     | Paignton Festival Hall         |
| 8 de março de 1974        | Sunderland    | Inglaterra     | Locarno Ballroom               |
| 9 de março de 1974        | Cambridge     | Inglaterra     | Cambridge Corn Exchange        |
| 10 de março de 1974       | Croydon       | Inglaterra     | Croydon Greyhound              |
| 12 de março de 1974       | Londres       | Inglaterra     | Dagenham Roundhouse            |
| 14 de março de 1974       | Cheltenham    | Inglaterra     | Misto Hall                     |
| 15 de março de 1974       | Glasgow       | Escócia        | University of Glasgow          |
| 16 de março de 1974       | Stirling      | Escócia        | University of Stirling         |
| 19 de março de 1974       | Cleethorpes   | Inglaterra     | Winter Gardens                 |
| 20 de março de 1974       | Manchester    | Inglaterra     | Manchester University          |
| 22 de março de 1974       | Canvey Island | Inglaterra     | The Paddocks                   |
| 23 de março de 1974       | Cromer        | Inglaterra     | Royal Links Pavilion           |
| 24 de março de 1974       | Colchester    | Inglaterra     | Woods Leisure Centre           |
| 26 de março de 1974       | Isle of Man   | Inglaterra     | Palace Lido                    |
| 28 de março de 1974       | Aberystwyth   | País de Gales  | Aberystwyth University         |
| 29 de março de 1974       | Penzance      | Inglaterra     | The Gardens                    |
| 30 de março de 1974       | Taunton       | Inglaterra     | Century Ballroom               |
| 31 de março de 1974       | Londres       | Inglaterra     | Rainbow Theatre                |
| 2 April 1974              | Birmingham    | Inglaterra     | Barbarellas                    |
| América do Norte          |               |                |                                |
| 16 April 1974             | Denver        | Estados Unidos | Regis College                  |
| 17 April 1974             | Kansas City   | Estados Unidos | Memorial Hall                  |
| 18 April 1974             | St. Louis     | Estados Unidos | Keil Auditorium                |
| 19 April 1974             | Oklahoma City | Estados Unidos | Fairgrounds Appliance Building |
| 20 April 1974             | Memphis       | Estados Unidos | Mid South Coliseum             |
| 21 April 1974             | Nova Orleans  | Estados Unidos | St. Bernard Civic Auditorium   |
| 26 April 1974             | Boston        | Estados Unidos | Orpheum Theatre                |
| 27 April 1974             | Providence    | Estados Unidos | Palace Theatre                 |
| 28 April 1974             | Portland      | Estados Unidos | Exposition Hall                |
| 1 de maio de 1974         | Harrisburg    | Estados Unidos | Farm Arena                     |
| 2 de maio de 1974         | Allentown     | Estados Unidos | Agricultural Hall              |
| 3 de maio de 1974         | Wilkes Barre  | Estados Unidos | Kings College                  |
| 4 de maio de 1974         | Waterbury     | Estados Unidos | Palace Theatre                 |
| 7 de maio de 1974         | Nova Iorque   | Estados Unidos | Uris Theatre                   |
| 8 de maio de 1974         | Nova Iorque   | Estados Unidos | Uris Theatre                   |
| 9 de maio de 1974         | Nova Iorque   | Estados Unidos | Uris Theatre                   |
| 10 de maio de 19741st gig | Nova Iorque   | Estados Unidos | Uris Theatre                   |
| 10 de maio de 19742nd gig | Nova Iorque   | Estados Unidos | Uris Theatre                   |
| 11 de maio de 1974        | Nova Iorque   | Estados Unidos | Uris Theatre                   |